# باغشلو (غرمي)
باغشلو (بالإنجليزية: Bagheshlu, Ardabil)‏ هي قرية تقع في أردبيل في إيران. يقدر عدد سكانها بـ 168 نسمة بحسب إحصاء 2016.